# Линьфынь
Линьфы́нь или Линьфэнь (кит. трад. 臨汾, упр. 临汾, пиньинь Línfén) — городской округ в провинции Шаньси (КНР). Название означает «перед рекой Фыньхэ».

## История
Легенда утверждает, что именно здесь находился Пинъян (平阳) — столица легендарного императора Яо (XXIV век до н. э.). В эпоху Вёсен и Осеней на этих землях находились некоторые из столиц царства Цзинь.
25 сентября 1303 года сильное землетрясение разрушило почти все здания и инфраструктуру; погибло до половины местных жителей.
В 1949 году был создан Специальный район Линьфэнь (临汾专区), состоящий из 17 уездов. В 1954 году Специальный район Линьфэнь был объединён со Специальным районом Юньчэн (运城专区) в Специальный район Цзиньнань (晋南专区), в который вошло 30 уездов.
В 1970 году Специальный район Цзиньнань был расформирован, а вместо него образованы Округ Линьфэнь (临汾地区) из 16 уездов и Округ Юньчэн (运城地区) из 13 уездов.
В 2000 году постановлением Госсовета КНР округ Линьфэнь был преобразован в городской округ Линьфэнь.

## Административно-территориальное деление
Городской округ Линьфэнь делится на 1 район, 2 городских уезда, 14 уездов:
| Карта | Карта          | Карта    | Карта     | Карта          | Карта         | Карта                  | Карта                      |
| ----- | -------------- | -------- | --------- | -------------- | ------------- | ---------------------- | -------------------------- |
|       |                |          |           |                |               |                        |                            |
| #     | Статус         | Название | Иероглифы | Пиньинь        | Площадь (км²) | Население (2010 прим.) | Плотность населения (/км²) |
| 1     | Район          | Яоду     | 尧都区    | Yáodū qū       | 1316          | 944 050                | 717                        |
| 2     | Городской уезд | Хоума    | 侯马市    | Hóumǎ shì      | 274           | 240 005                | 876                        |
| 3     | Городской уезд | Хочжоу   | 霍州市    | Huòzhōu shì    | 765           | 282 907                | 370                        |
| 4     | Уезд           | Цюйво    | 曲沃县    | Qǔwò xiàn      | 438           | 237 033                | 541                        |
| 5     | Уезд           | Ичэн     | 翼城县    | Yìchéng xiàn   | 1163          | 311 471                | 268                        |
| 6     | Уезд           | Сянфэнь  | 襄汾县    | Xiāngfén xiàn  | 1304          | 442 614                | 339                        |
| 7     | Уезд           | Хундун   | 洪洞县    | Hóngtóng xiàn  | 1563          | 733 421                | 469                        |
| 8     | Уезд           | Гусянь   | 古县      | Gǔ xiàn        | 1193          | 91 798                 | 77                         |
| 9     | Уезд           | Аньцзэ   | 安泽县    | Ānzé xiàn      | 1965          | 82 012                 | 42                         |
| 10    | Уезд           | Фушань   | 浮山县    | Fúshān xiàn    | 946           | 127 831                | 135                        |
| 11    | Уезд           | Цзисянь  | 吉县      | Jí xiàn        | 1777          | 106 407                | 60                         |
| 12    | Уезд           | Сяннин   | 乡宁县    | Xiāngníng xiàn | 2029          | 233 162                | 115                        |
| 13    | Уезд           | Пусянь   | 蒲县      | Pú xiàn        | 1508          | 107 339                | 71                         |
| 14    | Уезд           | Данин    | 大宁县    | Dàníng xiàn    | 967           | 64 501                 | 67                         |
| 15    | Уезд           | Юнхэ     | 永和县    | Yǒnghé xiàn    | 1219          | 63 649                 | 52                         |
| 16    | Уезд           | Сисянь   | 隰县      | Xí xiàn        | 1415          | 103 617                | 73                         |
| 17    | Уезд           | Фыньси   | 汾西县    | Fénxī xiàn     | 880           | 144 795                | 165                        |

## Экономика
Основные отрасли: угледобывающая, пищевая промышленность.

## Окружающая среда
По состоянию на 2007 год по результатам исследований Института Блэксмита  Линьфэнь входил в десятку самых загрязнённых городов мира.